# Tidsi Nissendalene
Tidsi Nissendalene  (in arabo تدسي نيسدلان‎?) è un centro abitato e comune rurale del Marocco situato nella provincia di Taroudant, regione di Souss-Massa. Conta una popolazione di 5 424 abitanti (censimento 2014).